# Улгий (Увс)
Улгий (монг. Өлгий?, ᠥᠯᠦᠭᠡᠢ?) — сомон аймака Увс, в западной части Монголии.

## Описание
Площадь сомона составляет — 3,3 тыс. км². Население сомона около 3 100 человек. Центр сомона село Хар Ус находится в 1600 км от Улан-Батора, в 120 км от центрального города аймака Улаангом. Есть школа и больница. 

### Этнический состав
Большинство населения сомона составляют дербеты, баяты, хотоны и др.

### Климат
Климат резко континентальный. Ежегодные осадки на западе 150—200 мм, 90—110 мм на востоке. Средняя температура января −23°—24°С, средняя температура июля +15° + 18°С. Много осадков выпадает летом в виде дождя, а весной и осенью в виде снега. Зимы достаточно сухие, с небольшими снегопадами.

### Флора и Фауна
Водятся манулы, волки, лисы, толстохвостые тушканчики, зайцы.

### Рельеф
На территории сомона много неглубоких рек и озер.. 

### Полезные ресурсы
На территории сомона добывают каменный уголь и железную руду, сырье для химической и строительной промышленности.